# Trachinotus teraia
Trachinotus teraia är en fiskart som beskrevs av Cuvier 1832. Trachinotus teraia ingår i släktet Trachinotus och familjen taggmakrillfiskar. Inga underarter finns listade i Catalogue of Life.